# Receptor de partícules de reconeixement de senyals

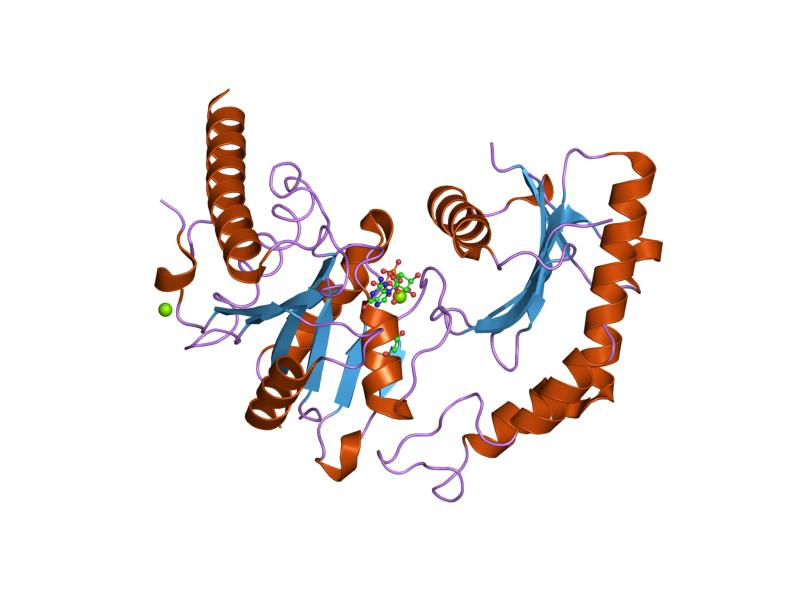
Estructura de la subunitat beta del receptor de partícules de senyal eucariota

El receptor de partícules de reconeixement de senyals (SRPR), també anomenat proteïna d'acoblament, és un dímer compost per dues subunitats diferents que s'associa exclusivament a la cara citosòlica del RER (reticle endoplasmàtic rugós) en les cèl·lules de mamífers. La seva funció principal és identificar les unitats SRP. La SRP (partícula de reconeixement de senyals) és una molècula que ajuda als complexos ribosoma-ARN-polipèptid a unir-se a la membrana del reticle endoplasmàtic. També intervé en el transport de proteïnes generades com a producte de la traducció d'un RNA missatger.
El receptor SRP eucariota (també denominat SR) és un heterodímer de SR-alfa (70kDA; SRPRA) i SR-beta (25kDa; SRPRB), els quals tenen un domini que els permet unir-se a la GTP, mentre que el receptor SRP procariota només conté el monòmer homòleg FtsY de SR-alfa, vagament associat a la membrana.

## Estructura bàsica
El receptor SRP està format per una seqüència de vuit o més aminoàcids hidrofòbics al centre i dos polipèptids associats al reticle endoplasmàtic dels mamífers. Aquestes subunitats s'anomenen SR-alfa o subunitat alfa i SR-beta o subunitat beta. La subunitat alfa té una massa de 72kDa i està formada per 638 aminoàcids. Aquesta subunitat també es coneix com "docking protein", és a dir, proteïna d'acoblament, i té la funció de regular l'orientació dels complexos polipeptídics. La subunitat beta té una massa de 30kDa, està ancorada a la membrana del reticle endoplasmàtic i proporciona un lloc d'unió per la subunitat alfa, que és perifèrica.

### Domini SRX
La SR-alfa regula la unió dels complexos polipeptídics SRP-ribosoma-polipèptid naixent amb el translocon i s'uneix a la subunitat SRP54 del complex SRP. La subunitat SR-beta és una GTPasa transmembrana que ancla la subunitat SR.alfa (que és una GTPasa de membrana perifèrica) a la membrana del RE. La SR-beta interactua amb el domini SRX N-terminal de SR-alfa, que no està present en l'homòleg FtsY bacterià. Aquesta subunitat també participa en el reclutament del polipèptid SRP-naixent al canal conductor de proteïnes.
La familiar SRX representa els homòlegs eucariotes de la subunitat alfa del receptor SR. Els membres d'aquesta entrada estan formats per una làmina beta antiparal·lela central de sis fils, intercalada per una hèlix alfa 1 en un costat i les hèlixs alfa 2-alfa 4 a l'altre. Aquestes interaccionen amb la GTPasa SR-beta (més petita), formant un complex que coincideix amb una classe de petits complexes de proteïna G-efector, incloent-hi Rap-Raf, Ras-Pl3K (gamma), Ras-RalGDS i Arl2-PDE (delta). En l'extrem C-terminal de SR-alfa i FtsY hi ha una regió similar a SRP54.

### Domini NG
El receptor s'uneix a SPR54/Ffh pel domini NG, una combinació d'un domini N de 4 fils (InterPro: IPR013822), i un domini G de GTPasa (InterPro: IPR000897), compartit per ambdues proteïnes. L'estructura unida és un heterodímer gairebé simètric que s'anomena complex d'orientació.

## Partícula de reconeixement de senyals (SRP)
La partícula de reconeixement de senyals (SRP) és una proteïna multimèrica que, juntament amb el seu receptor conjugat (SR) participa en l'orientació de les proteïnes secretores cap a la membrana del reticle endoplasmàtic rugós (RER) en eucariotes o cap a la membrana plasmàtica en procariotes. La SRP reconeix la seqüència senyal del polpèptid naixent en el ribosoma, retarda la seva elongació i acobla el complex SRP-ribosoma-polipèptid a la membrana del RER a través del receptor SR. La SRP està formada per sis polipèptids (SRP9, SRP14, SRP19, SRP54, SRP68 i SRP72) i una única molècula d'ARN 7S de 300 nucleòtids. El component d'ARN catalitza la interacció de la SRP amb el seu receptor SR. En eucariotes superiors, el complex SRP està format pel domini Alu i el domini S units per l'ARN SRP. El domini Alu consisteix en un heterodímer de SRP9 i SRP14 unit a les seqüències terminals 5' i 3' de l'ARN SRP. Aquest domini és necessari per retrassar l'elongació de la cadena polipeptídica naixent per tal de poder donar temps a la SRP perquè pugui acoblar el complex ribosoma-polipèptid a la membrana del RER i impedir d'aquesta manera que s'acabi la síntesi de la proteïna en un lloc equivocat, així com un mal plegament de la cadena polipeptídica. La interacció de lípids mitjançant αN1 estimula l'activitat GTPasa de FtsY i la formació del complex tancat SRP.

## Funció
La funció principal del receptor és unir-se amb la partícula de reconeixement de senyals. La partícula reconeix una seqüència senyal composta per vuit o més aminoàcids hidrofòbics situats al centre del receptor. Quan ho fa, permet que la traducció de proteïnes iniciada al citoplasma continuï al reticle endoplasmàtic rugós.
També uneix els pèptids de senyal i marca els ribosomes a la membrana del reticle endoplasmàtic

### Interacció entre SRP i SR
La localització o targeting adequada de les proteïnes quan són sintetitzades és essencial per a un correcte funcionament de la cèl·lula. Entre les diferents maneres de localitzar proteïnes, la partíula de reconeixement de senyals (SRP) i el receptor SRP (SR) constitueixen una maquinària de localització que es conserva en tota forma de vida (procariota i eucariota) i que fa possible un terç de les reaccions de localització de proteïnes totals en la cèl·lula. La SRP i el SR interactuen entre sí gràcies a dues GTPases diferents. Una GTPasa la conté la SRP (concretament la subunitat SRP54) i, l'altra, el receptor SR (subunitat alfa del receptor). Aquestes dues GTPases poden interactuar entre sí mitjançant una sèrie d'estats d'interacció seqüencials i discrets que són: una formació intermèdia primerenca inestable, l'associació del complex SRP·SR estable i l'activació de la GTPasa.
A diferència de moltes GTPases, aquestes GTPases lliures adopten una conformació flexible i oberta que facilita l'intercanvi GTP/GDP eficient sense necessitar la intervenció de factors externs. En el primer pas de formació del complex SRP·SR, les dues GTPases poden muntar ràpidament una formació intermèdia inestable seleccionant-se i estabilitzant-se mútuament, a partir del conjunt conformacional d'equilibri. Canvis posteriors reordenen aquest complex primerenc, obtenint un complex tancat i estable mitjançant un ajustament induït. Seguidament, hi ha un reajustament de xarxes d'interaccions que activa la GTPasa de la SRP per a la hidròlisi de GTP perquè la SRP pugui ser separada del SR i retornada al citosol, on tornarà a unir-se a una seqüència senyal.

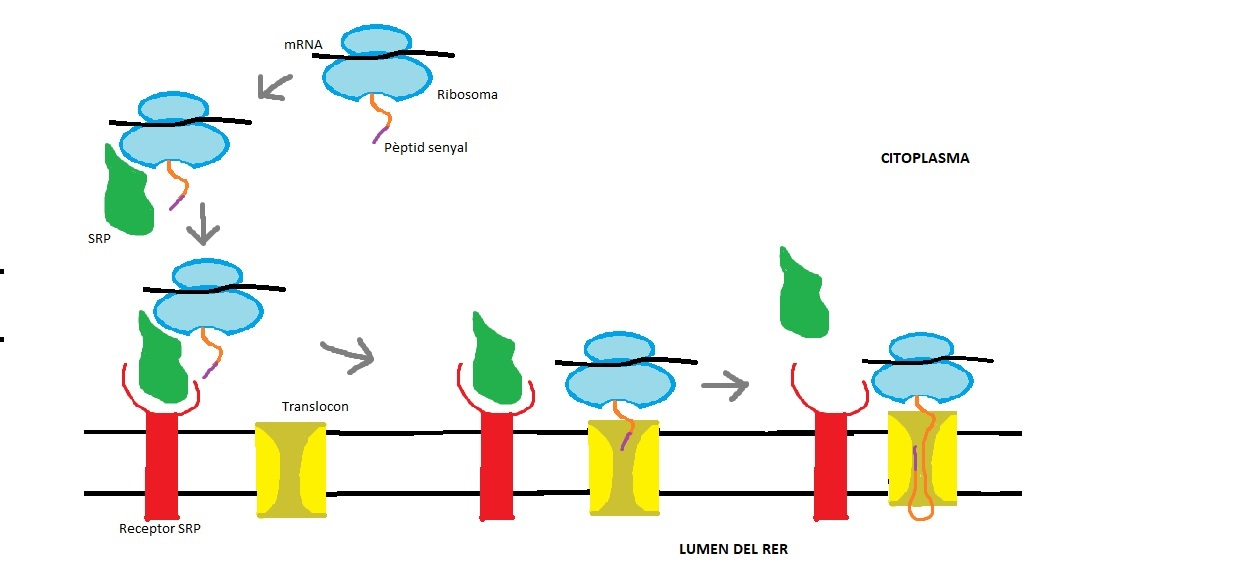
Mecanisme d'unió del ribosoma a la membrana del RE mitjançant la SRP i el seu receptor

Aquests estats conformacionals diferents corresponen a diferents etapes en la localització de la proteïna. Més concretament, el complex primerenc entrega el ribosoma traductor a la membrana del reticle endoplasmàtic i l'activació de la GTPasa correspon a l'alliberament del polipèptid naixent des del complex SRP·SR al canal de translocació o translocon. Per tant, les GTPases del complex SRP·SR constitueixen un sistema autosuficient per executar un sofisticat control espacial i temporal del procés de localització de proteïnes quan aquestes són sintetitzades. Aquest mecanisme proporciona un nou paradigma sobre com fuciona la maquinària proteica en quant al control de processos biològics, com la síntesi de proteïnes, de manera eficient.
Per a la formació d'un complex SRP/SR estable, GTP ha de ser present tant a SRP (SRP54, Ffh) com a SR (FtsY, SRα). El senyal pèptid es transfereix de SRP al canal de translocació. La hidròlisi de GTP tant a SRP com a SR, condueix a la dissociació del complex SRP/SR. SRP

## Receptor de partícules de reconeixement de senyals en Escherichia coli
En el bacteri Escherichia coli, la proteïna FtsY ha estat identificada com al receptor de SRP. FtsY és l'homòleg de SR-alfa en el receptor SRP de mamífers, i consta de tres dominis.
A diferència de la SR-alfa en mamífers, la FtsY del bacteri es reparteix de manera uniforme entre el citosol i el MI i la funció de la forma citosòlica és una incògnita, tot i que s'ha suggerit en algun estudi que podria estar implicada en la alliberació de la xaperona TF del ribosoma.
La formació del complex SRP i FtsY es produeix en el citosol in vitro, però requereix el context del MI per assegurar la transferència del pèptid senyal al translocon. L'associació de la proteïna amb la membrana, doncs, implica tant els lípids com el component del translocon SecY, i tant els dominis A com el NG tenen afinitat per la membrana.

### Diferències entre el SRP eucariota i bacterià
En els mamífers, els pèptids de senyal són reconeguts co-traduccionalment per un factor de direcció de la SRP. No obstant això, a la SRP dels bacteris es reconeixen les proteïnes de la membrana interna, mentre que la SecA, una proteïna que no es troba als eucariotes, reconeix les seqüències senyal de les proteïnes secretores.Hi ha dos factors d'encaminament en bacteris, SecA i SRP bacterià, que són capaços d'interactuar amb els seus substrats co-traduccionalment.
El nucli de SRP (SRP54 / hèlix 8 de l'ARN de SRP) és l'única part de SRP que és present a tots els SRP
La SRP bacteriana consta de proteïna Ffh (cinquanta-quatre homòlegs) i ARN 4.5S [30]. Per altra banda el SRP eucariota és un complex de múltiples subunitats que consta de sis proteïnes. La SRP de mamífers té una afinitat molt alta per les cadenes naixents amb seqüències senyal al ribosoma.Per un altre bamda a B. subtilis, un bacteri grampositiu, una proteïna de tipus histona s'uneix a un ARN 7S en lloc de SRP9 i SRP14 i l'ARN de SRP és absent i s'ha trobat que SRP54 només és actiu en el transport cotraduccional.
Als mamífers, SRP consta de sis proteïnes (SRP9, 14, 19, 54, 68 i 72, nomenades d'acord amb els seus pesos moleculars) i un ARN 7S. SRP es pot dividir en dos dominis, el domini Alu amb una funció en l'anomenada detenció d'elongació i el domini S que porta el lloc d'unió per al pèptid senyal i el interfície per a la interacció SR. El domini Alu comprèn un heterodímer de SRP9 i SRP14, així com els dominis 3' i 5' de l'ARN de SRP. El domini S comprèn les quatre proteïnes restants SRP19, SRP54, SRP68 i SRP72, així com la major part de l'ARN de SRP.

## Malalties i mutacions
Els defectes en els components de les partícules de reconeixement de senyal (SRP) revelen un paper essencial per a la biogènesi dels grànuls i la diferenciació dels granulòcits neutròfils, aquests últims exerceixen funcions fonamentals en les respostes inflamatòries, la defensa immunitària, la remodelació tissular i el control del càncer, quan hi ha mutacions monoal·lèliques a SRP54 es poden associar amb neutropènia congènita i insuficiència pancreàtica.
També s'ha pogut observar tots els pacients amb mutacions a SRPRA i SRP19 patia de diversos graus de neutropènia i susceptibilitat a infeccions bacterianes.
Les malalties relacionades amb anomalies d'aquest receptor també es deuen a l'acció de un anticòs anomenat anti-SRP. La presència d'aquest esta associat a la miositis autoimmunitària aguda Aquests trastorn produeix inflamació muscular, debilitat muscular i dolor. La debilitat apareix de manera característica a les espatlles i als malucs, però pot afectar altres músculs.
A més, també es van trobar dues mutacions autosòmiques dominants a la subunitat del SRP, SRP72, associades amb aplàsia familiar i mielodisplàsia.El mecanisme molecular de les malalties associades a mutacions en aquests casos està molt probablement relacionat amb la reducció de la hidròlisi de GTP i la unió al receptor de SRP.

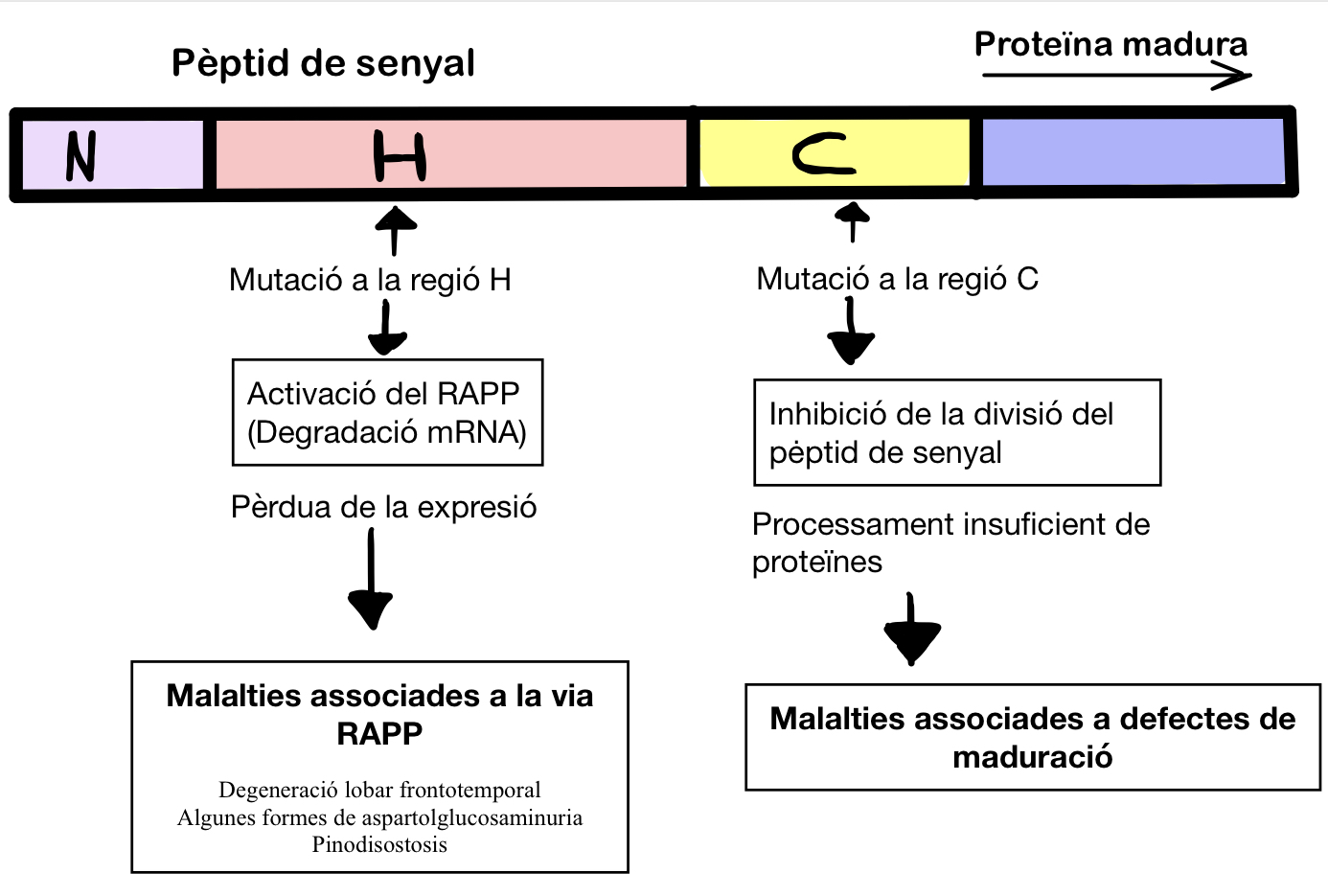
En aquest esquema podem observar quines malalties es generen segons el lloc on afecta la mutació

Recentment s'ha descobert que la malaltia pulmonar intersticial (grup de patologies dels pulmons que els causen inflamació o cicatrització) és una possible manifestació de la síndrome d'anticossos contra partícules de reconeixement de senyal. Aquesta relació es va trobar perquè pacients amb malaltia pulmonar intersticial desenvolupaven miopatia necrotitzant.
La translocació SRP-co-traduccional està regulada a l'alça al càncer de pulmó. Es va demostrar que l'ARN 7SL transferit per exosomes a les cèl·lules de càncer de mama activa el creixement tumoral i la metàstasi. També hi ha moltes altres malalties humanes que estan associades amb defectes en el transport i la síntesi de proteïnes.El nivell de degradació de l'ARNm a la via RAPP depèn de la gravetat de la mutació a la regió h i també de la naturalesa del pèptid senyal.
Tot i que les malalties provocades per mutacions en el SRPR són molt diferents, els seus mecanismes moleculars estan determinats pel tipus i la posició de les mutacions a les seqüències de senyals. Si una mutació és a la regió c d'un pèptid de senyal i no inhibeix la interacció amb SRP i no condueix a la degradació de l'ARNm (triangles blaus), pot afectar la maduració de la proteïna a causa del fracàs de l'escissió de la seqüència de senyals per la peptidasa de senyal.

### Relació amb la proliferació dels queratinòcits
Estudis recents en ratolins han pogut demostrar que la regulació del gen que codifica el receptor SRP és fonamental. Antigament ja es coneixia que una expressió excessiva d'aquest gen provoca una taxa de creixement anormal en diversos tipus de cèl·lules. Tot i que aquest gen s'expressa en diversos teixits, incloent-hi el de la pell, el paper del gen del SRPR en els queratinòcits i la regulació de la seva expressió no s'havia estudiat fins fa poc. Al fer-ho, s'ha evidenciat que el gen del SRPR estava molt expressat en els queratinòcits epidèrmics i la proliferació regulada de queratinòcits, afectant així la progressió del cicle cel·lular. D'altra banda, també s'ha demostrat que el gen miR-330-5p inhibeix directament l'expressió del gen que codifica el SRPR. D'aquesta manera, les dades suggereixen que per a la regulació de la proliferació de queratinòcits epidèrmics cal una regulació mediada per miR-330-5p.